# 1. deild Wysp Owczych (1990)
W roku 1990 odbyła się 48. edycja 1.deild (dziś, od 2012 roku zwanej Effodeildin), czyli pierwszej ligi piłki nożnej archipelagu Wysp Owczych. Obrońcą tytułu mistrzowskiego był klub B71 Sandoy, jednak nie utrzymał on tej pozycji. Została ona zajęta przez HB Tórshavn.
W roku 1990 na Wyspach Owczych, w ramach pierwszej ligi swe mecze rozgrywało 10 drużyn. Trwa to od rozgrywek w roku 1988, kiedy to liczbę drużyn podniesiono z ośmiu do dziesięciu. Było to spowodowane wzrastającą liczbą klubów piłkarskich na archipelagu. Degradacja zespołów do niższych lig pojawiła się w roku 1976, jednak dopiero od 1988 do drugiej ligi spadają dwa zespoły. W 1990 były to SÍF Sandavágur z dziewiątego oraz B71 Sandoy z dziesiątego miejsca.
Zwycięzca poprzedniego turnieju, klub B71 Sandoy znalazł się, podobnie jak dwa lata wcześniej TB Tvøroyri, w tym sezonie na miejscu determinującym w tamtym okresie spadek do niższej ligi rozgrywek na archipelagu. Oba zespoły, które awansowały, TB Tvøroyri oraz MB Miðvágur, utrzymały się tym razem w pierwszej lidze. Znacznej poprawie uległa też sytuacja klubu GÍ Gøta, który z siódmego miejsca awansował na czwarte.
Wybrano wtedy dwóch królów strzelców, którzy strzelili po 10 bramek. Byli to: Gunnar Mohr z HB Tórshavn, urodzony 17 lipca 1963 roku, występujący w reprezentacji archipelagu oraz Jens Erik Rasmussen, pierwszy i ostatni zawodnik MB Miðvágur odznaczony tym tytułem, także rozgrywał mecze w reprezentacji swego kraju.
Za zwycięstwo w tych rozgrywkach przyznawano jeszcze dwa punkty, a nie trzy, jak to ma obecnie miejsce. W przeciągu całych rozgrywek strzelono 321 goli, co daje 3,567 gola/mecz.

## Uczestnicy
| Uczestnicy 1. deild 1989                                                                                      | Uczestnicy 1. deild 1989 | Uczestnicy 1. deild 1989 | Uczestnicy 1. deild 1989 |
| --- | ------------------------ | ------------------------ | ------------------------ |
| B71 | B71 Sandoy               | 1                        |                          |
| HB | HB Tórshavn              | 2                        |                          |
| B68 | B68 Toftir               | 3                        |                          |
| VB | VB Vágur                 | 4                        |                          |
| KÍ | KÍ Klaksvík              | 5                        |                          |
| B36 | B36 Tórshavn             | 6                        |                          |
| GÍ | GÍ Gøta                  | 7                        |                          |
| SÍF | SÍF Sandavágur           | 8                        |                          |
| Awans z 2. deild 1989                                                                                         |                          |                          |                          |
| MB | MB Miðvágur              | 1                        |                          |
| TB | TB Tvøroyri              | 2                        |                          |
| Oznaczenia: - kolumna pierwsza – skróty nazw drużyn, - kolumna trzecia – miejsce zajęte w poprzednim sezonie. |                          |                          |                          |

## Rozgrywki

### Tabela ligowa
| Lp. | Drużyna            | M  | Z | R | P | Bramki | Bramki | Różn. | Pkt | Uwagi              |
| --- | ------------------ | -- | - | - | - | ------ | ------ | ----- | --- | ------------------ |
| 1   | HB Tórshavn (M)    | 18 | 9 | 6 | 3 | 37     | 22     | +15   | 24  |                    |
| 2   | B36 Tórshavn       | 18 | 9 | 2 | 7 | 30     | 27     | +3    | 20  |                    |
| 3   | GÍ Gøta            | 18 | 8 | 3 | 7 | 28     | 20     | +8    | 19  |                    |
| 4   | MB Miðvágur        | 18 | 6 | 6 | 6 | 28     | 25     | +3    | 18  |                    |
| 5   | VB Vágur           | 18 | 7 | 4 | 7 | 27     | 27     | 0     | 18  |                    |
| 6   | B68 Toftir         | 18 | 6 | 6 | 6 | 19     | 20     | −1    | 18  |                    |
| 7   | KÍ Klaksvík        | 18 | 6 | 5 | 7 | 30     | 36     | −6    | 17  |                    |
| 8   | TB Tvøroyri        | 18 | 7 | 2 | 9 | 21     | 26     | −5    | 16  |                    |
| 9   | SÍF Sandavágur (S) | 18 | 7 | 2 | 9 | 20     | 29     | −9    | 16  | Spadek do 2. deild |
| 10  | B71 Sandoy (S)     | 18 | 4 | 6 | 8 | 17     | 25     | −8    | 14  | Spadek do 2. deild |

### Wyniki spotkań
| Gospodarz \ Gość | B36 | B68 | B71 | GÍ  | HB  | KÍ  | MB  | SÍF | TB  | VB  |
| B36 Tórshavn     |     | 3:1 | 2:2 | 1:0 | 1:2 | 2:0 | 1:1 | 3:0 | 1:2 | 2:0 |
| B68 Toftir       | 1:0 |     | 2:1 | 0:2 | 0:0 | 0:2 | 1:1 | 1:1 | 1:0 | 4:1 |
| B71 Sandoy       | 2:3 | 1:0 |     | 0:2 | 2:1 | 2:2 | 0:2 | 0:1 | 1:0 | 1:2 |
| GÍ Gøta          | 2:1 | 0:1 | 1:2 |     | 3:3 | 7:1 | 1:0 | 1:2 | 2:0 | 1:1 |
| HB Tórshavn      | 1:2 | 1:1 | 2:0 | 2:1 |     | 2:2 | 3:0 | 3:1 | 1:1 | 4:2 |
| KÍ Klaksvík      | 0:1 | 2:1 | 1:1 | 2:2 | 0:3 |     | 6:5 | 3:0 | 5:2 | 0:2 |
| MB Miðvágur      | 4:0 | 2:2 | 1:1 | 0:0 | 2:2 | 1:1 |     | 0:1 | 1:2 | 2:1 |
| SÍF Sandavágur   | 2:4 | 2:0 | 0:0 | 0:2 | 1:3 | 3:2 | 0:1 |     | 2:0 | 3:1 |
| TB Tvøroyri      | 3:2 | 0:2 | 2:0 | 2:1 | 0:3 | 2:0 | 1:2 | 3:0 |     | 1:2 |
| VB Vágur         | 3:1 | 1:1 | 1:1 | 2:0 | 3:1 | 0:1 | 2:3 | 2:1 | 0:0 |     |

Aktualne na 31 sierpnia 2012. Źródło: FaroeSoccer.com
Objaśnienia:
1Drużyna gospodarzy jest wymieniona po lewej stronie tabeli.
Kolory: zielony – zwycięstwo gospodarzy, żółty – remis, różowy – zwycięstwo gości.

## Sędziowie
Następujący arbitrzy sędziowali poszczególne mecze 1.deild 1989:
| L.p. | Sędzia              | Mecze |
| ---- | ------------------- | ----- |
| 1.   | Oddmar Andreasen    | 1     |
| 2.   | Baldvin Baldvinsson | 12    |
| 3.   | Hans Henrik Bøttger | 5     |
| 4.   | Jóhan Carl Dam      | 8     |
| 5.   | Nemus N. Djurhuus   | 6     |
| 6.   | Kim Ejdesgaard      | 6     |
| 7.   | John Eysturoy       | 5     |
| 8.   | Jákup Fr. Joensen   | 2     |
| 9.   | Jógvan Jensen       | 3     |
| 10.  | Petur Erhard Kjærbo | 10    |
| 11.  | Niklas á Líðarenda  | 9     |
| 12.  | Herman Midjord      | 6     |
| 13.  | Øssur Mohr          | 5     |
| 14.  | Sjúrður Norðbúð     | 7     |
| 15.  | Frits Poulsen       | 2     |
| 16.  | Birgir Sondum       | 3     |